# Station Toul
Station Toul is een spoorwegstation in de Franse gemeente Toul.